# Амјун
Амјун (арап. أميون) је град Либану у гувернорату Северни Либан. Према процени из 2005. у граду је живело 14 288 становника.